# Tennis ai XX Giochi dei piccoli stati d'Europa
Le competizioni di tennis ai XX Giochi dei piccoli stati d'Europa si sono svolte dal 27 al 31 maggio 2025 ad Andorra la Vella.

## Podi

### Uomini
| Evento    | Oro               | Argento    | Bronzo                          |
| Singolare | Valentin Vacherot | Alex Knaff | Andreas Timini Alex De Gabriele |
| Doppio    | Lussemburgo       | Monaco     | Cipro San Marino                |

### Donne
| Evento    | Oro                         | Argento        | Bronzo                       |
| Singolare | Victoria Jimenez Kasintseva | Marie Weckerle | Francesca Curmi Tea Nikcevic |
| Doppio    | Lussemburgo                 | Malta          | Cipro Andorra                |

### Gare miste
| Evento | Oro         | Argento | Bronzo        |
| Doppio | Lussemburgo | Malta   | Cipro Islanda |

## Medagliere
| Pos.   | Paese       | Oro | Argento | Bronzo | Totale |
| ------ | ----------- | --- | ------- | ------ | ------ |
| 1      | Lussemburgo | 3   | 2       | 0      | 5      |
| 2      | Monaco      | 1   | 1       | 0      | 2      |
| 3      | Andorra     | 1   | 0       | 1      | 2      |
| 4      | Cipro       | 0   | 0       | 4      | 4      |
| 5      | San Marino  | 0   | 0       | 1      | 1      |
| 5      | Islanda     | 0   | 0       | 1      | 1      |
| 5      | Montenegro  | 0   | 0       | 1      | 1      |
| Totale | Totale      | 5   | 5       | 10     | 20     |